# Ellen Schoeters
Ellen Schoeters ( 1 maart ) is een Vlaamse actrice. Ze was te zien als Lotus in de Nederlandse speelfilm De Ontsnapping, de verfilming van de gelijknamige bestseller van Heleen van Royen.
Haar eerste bekende rol is die van Lobke Corneel, caféhulpje van Elke en vriendin van Pierrot in de VTM-soap Familie.
Ze speelde verschillende gastrollen in tv-series als Crimi Clowns, Code 37, Aspe, Ella, Louis La Brocante, Mega Mindy, David en Quixote's Island. Daarnaast speelt ze in meerdere commercials en treedt ze regelmatig in het theater op, vaak voor jongere kinderen.
In 2012 vertolkte ze de hoofdrol van Dorien, een van de vier vriendinnen in de Vlaamse speelfilm Weekend aan zee van Ilse Somers.
In 2014 speelde ze de rol van Lilly in de Belgische-Amerikaanse kortfilm The Painting van Maxime Brulein.
In De Ontsnapping (2015) speelt Ellen de losbandige Vlaamse buurvrouw van hoofdpersonage Julia (Isa Hoes).

## Filmografie
- Spoed - Journaliste (2004)
- Thuis - Laura van Genechten (2005-2006)
- F.C. De Kampioenen - Vrouw (2006)
- Mega Mindy - Tina (2006)
- Familie - Lobke Corneel (2006-2008)
- Zone Stad - Meisje (2007)
- Aspe - Vanessa Mattijnen (2007)
- Taxi Marraxi (2009)
- Aspe - Evy Lucks (2009)
- Code 37 - Laia Dewael (2009)
- David (2010)
- Amika - Christine van Haeren (2010)
- Ella (televisieserie) - Lien (2010)
- De komedie compagnie (2010-2011)
- Quixote's Island - San's leraar (2011)
- Mega Mindy - Sofie (2011)
- Louis la brocante - Gastvrouw museum (2011)
- Weekend aan zee - Dorien (2012)
- Crimi Clowns - Vanessa Willems (2012-2014)
- De blauwe bank - Cil van Leeuwen (2013)
- Echte Verhalen: De Kliniek - Caro Gallant (2013)
- Familie - Carla Verbiest (2013)
- The painting - Lilly (2014)
- Nieuw Texas - Tess (2015)
- De ontsnapping - Lotus (2015)
- Baby blues - Linda (2016)
- Uitschot: Scum - Vanessa Willems (2016)